# Новофёдоровка (станция)
Новофедоровка — грузо-пассажирская железнодорожная станция Крымской железной дороги на линии Джанкой — Владиславовка.
Расположена в селе Новофёдоровка Кировского района Республики Крым между станциями Краснофлотская (8 км) и Кировская (14 км).

## История
Станция открыта в 1892 году на участке Джанкой — Феодосия, первоначально называлась платформа Киличи. В 1952 году станция переименована в Новофёдоровку.

## Маршруты пригородного сообщения
По состоянию на март 2017 г. останавливаются только пригородные поезда.
Через станцию Новофедоровка ежедневно курсируют:
- Феодосия — Армянск (1 пара)
- Феодосия — Джанкой (1 пара)
- Керчь — Джанкой (3 пары)

Посадочные билеты можно купить в билетной кассе станции.